# ボイボイ無限大
『ボイボイ無現大』（ぼいぼいむげんだい）は、2018年4月から放送されている日本の深夜バラエティ番組。2018年4月10日（9日深夜）から9月18日 (17日深夜)まで東海テレビで毎週火曜0時25分から0時55分(JST)に放送。このほかにフジテレビＴＷＯ、北海道文化放送、長野放送、テレビ静岡でも放送される。
2018年10月16日（15日深夜）から2019年4月9日に放送された『もっと！ボイボイ無限大』（もっと！ぼいぼいむげんだい）」、2019年4月19日（18日深夜）から9月27日 (26日深夜)まで放送された『トクセン!!ボイボイ無限大』（とくせん!!ぼいぼいむげんだい)に改題リニューアルされた番組についても記述する。
BOYS AND MENの地上波レギュラー冠番組｡ 「昭和のコント番組がお茶の間に帰ってきます」をキャッチフレーズにしたコントあり、ゲームあり、歌ありの昔を知っている人にはどこか懐かしく、若い人には新鮮なコントバラエティ番組である。
尚、トクセン!!ボイボイ無限大は東海テレビの他、北海道文化放送、長野放送で時差ネットにて放送された
。

## 出演者
- BOYS AND MEN（水野勝・田中俊介・田村侑久・辻本達規・小林豊・本田剛文・勇翔・平松賢人・土田拓海・吉原雅斗）

## スタッフ
- ナレーション - 神取恭子
- 企画 - 山口貢、谷口誠治
- 作・構成 - 鵜沢茂郎、小林仁、荻巣しぐれ、吉富章泰
- ディレクター - 久野貴史、坂俊也、小原千宗、大嶽寿子、井上真邦、藤原ケンタ
- プロデューサー - 中村武史、 原口淳
- 技術 - アートエディット
- 照明 - バーン
- デザイン - 大野有香
- 美術 - 東海設備
- 衣装 - 古賀千由希
- オフライン - 田中博昭
- 編集 - パナ・エンタープライズ
- 選曲・MA - 東海サウンド
- 協力 - 東海テレビ事業、Stager Live、BMシアター
- 制作協力 - ファーストエンタープライズ
- 統括プロデューサー - 竹田太郎
- 制作著作 - ボイボイ無限大制作委員会

## ネット局

### ボイボイ無限大→もっとボイボイ無限大
| 放送対象地域 | 放送局         | 系列           | 放送日時                     | 放送期間                                                                                         | 遅れ      |
| ------------ | -------------- | -------------- | ---------------------------- | ------------------------------------------------------------------------------------------------ | --------- |
| 中京広域圏   | 東海テレビ     | フジテレビ系列 | 火曜 0:25 - 0:55（月曜深夜） | 2018年4月10日 - 9月18日（ボイボイ無限大） 2018年10月16日 - 2019年4月9日（もっとボイボイ無限大）  | 制作局    |
| 長野県       | 長野放送       | フジテレビ系列 | 月曜 1:25 - 1:55（日曜深夜） | 2018年4月16日 - 9月24日（ボイボイ無限大） 2018年10月22日 - 2019年4月15日（もっとボイボイ無限大） | 6日遅れ   |
| 北海道       | 北海道文化放送 | フジテレビ系列 | 金曜 1:25 - 1:55（木曜深夜） | 2018年4月27日 -                                                                                  | 17日遅れ  |
| 静岡県       | テレビ静岡     | フジテレビ系列 | 木曜 0:40 - 1:10（水曜深夜） | 2018年7月19日 -                                                                                  | 100日遅れ |
| 日本全国     | フジテレビTWO  | CS放送         | 金曜 23:30 - 0:00            | 2018年5月11日 -                                                                                  | 31日遅れ  |

### トクセン!!ボイボイ無限大
| 放送対象地域 | 放送局         | 系列           | 放送日時                     | 放送期間                | 遅れ     |
| ------------ | -------------- | -------------- | ---------------------------- | ----------------------- | -------- |
| 中京広域圏   | 東海テレビ     | フジテレビ系列 | 金曜 1:20 - 1:50（木曜深夜） | 2019年4月19日 - 9月27日 | 制作局   |
| 北海道       | 北海道文化放送 | フジテレビ系列 | 木曜 1:25 - 1:55（水曜深夜） | 2019年4月25日 - 10月3日 | 6日遅れ  |
| 長野県       | 長野放送       | フジテレビ系列 | 月曜 1:25 - 1:55（日曜深夜） | 2019年4月29日 - 10月7日 | 10日遅れ |

## 番組収録
毎月第一、第三火曜日（予定）に名古屋市中区栄にある「BM THEATER」にて公開収録。

## 配信
番組収録前に行われるトークコーナーは「ボイボイ無限大 in Stager Live」として、楽しみをシェアする生配信アプリ「Stager Live」で生配信。